# Lynn Burke
Lynn Burke   (Nova York, 22 de març de 1943), coneguda de casada com a Lynn McConville, és una nedadora estatunidenca, ja retirada, especialista en esquena, que va competir durant les dècades de 1950 i 1960.
El 1960 va prendre part en els Jocs Olímpics d'Estiu de Roma, on disputà dues proves del programa de natació. En ambdues, els 100 metres esquena i els 4x100 metres estils, formant equip amb Patty Kempner, Carolyn Schuler i Chris von Saltza, guanyà la medalla d'or. En ambdues proves va establir un nou rècord olímpic.
Durant la seva carrera esportiva va batre sis rècords mundials (millorant el rècord mundial de 100 metres esquena quatre vegades en només tres mesos), va batre set rècords dels Estats Units i va guanyar sis títols nacionals de l'AAU. El 1978 fou incorporada a l'International Swimming Hall of Fame. El març de 1961 es va retirar per dedicar-se a fer de model i d'empresària.